# 輻射下的材料科學
輻射下的材料科學描述了輻射和物質之間的相互作用：它是涵蓋了輻射作用对物質所產生的各種形態的影響的非常寬廣的領域。

## 研究輻射下的材料科學的主要目的
現在最受關注的輻射對材料的影響來自核反應堆的內核製造技術：構成內核結構元件的原子在其工程活動期內會在輻射離子流的影響下不斷的移動。輻射作用對核反應堆的影響所可能產生的後果為：內核元件的形狀以及體積會發生10%範圍內的改變；其硬度會增加到5倍或更多；材料的延展性將大大漸弱，同時脆性會增加，對外部環境的易感性將增強，產生裂化的可能性因此會增高。為了安全的因素考慮，理解輻射作用對材料的影響，從而創造出高耐輻射的合金以及新型材料是研究輻射下的材料科學的主要目的。

## 輻射作用
能夠加速材料結構老化的輻射包括：中子輻射，遊離輻射，電子輻射以及伽馬射線輻射。所有的這些輻射類型都有強迫原子離開其所處晶格格位的特性，這是致使材料結構改變的最基本的過程。被輻射材料粒子和離子的混雜使材料和外界產生了關聯並改變該材料的性質，這個過程可以用於使用加速器增快放射性廢料的衰變，對現有材料使用離子注入，離子束混合，等離子體浸沒離子注入以及離子束浸沒沉澱等技術以產生新型材料。
材料的輻射作用的基礎進程開始於高能量的粒子撞擊到材料中的某一目標，這個進程包括了好幾個步驟或作用，其最主要的結果是使一個原子被迫離開它所處的晶格格位，產生位移。輻射作用使一個原子離開其所處的柵格，留下了一個空的格位（一個晶格空位），而這個被移動的原子最後會停留在晶格格位間的某一位置，變成一個間隙缺陷。由一對晶格空位和間隙缺陷所組成的點缺陷體被稱為弗崙克爾缺陷，它是晶體結構體受輻射後最重要和最基本的產物。弗崙克爾缺陷的產生以及其他一些輻射損害因素決定了材料的物理性質改變，同時在外力的作用下產生了力學性質的改變。經過間隙缺陷產生的過程，材料會發生膨脹，增長，相變或者偏析等變化。

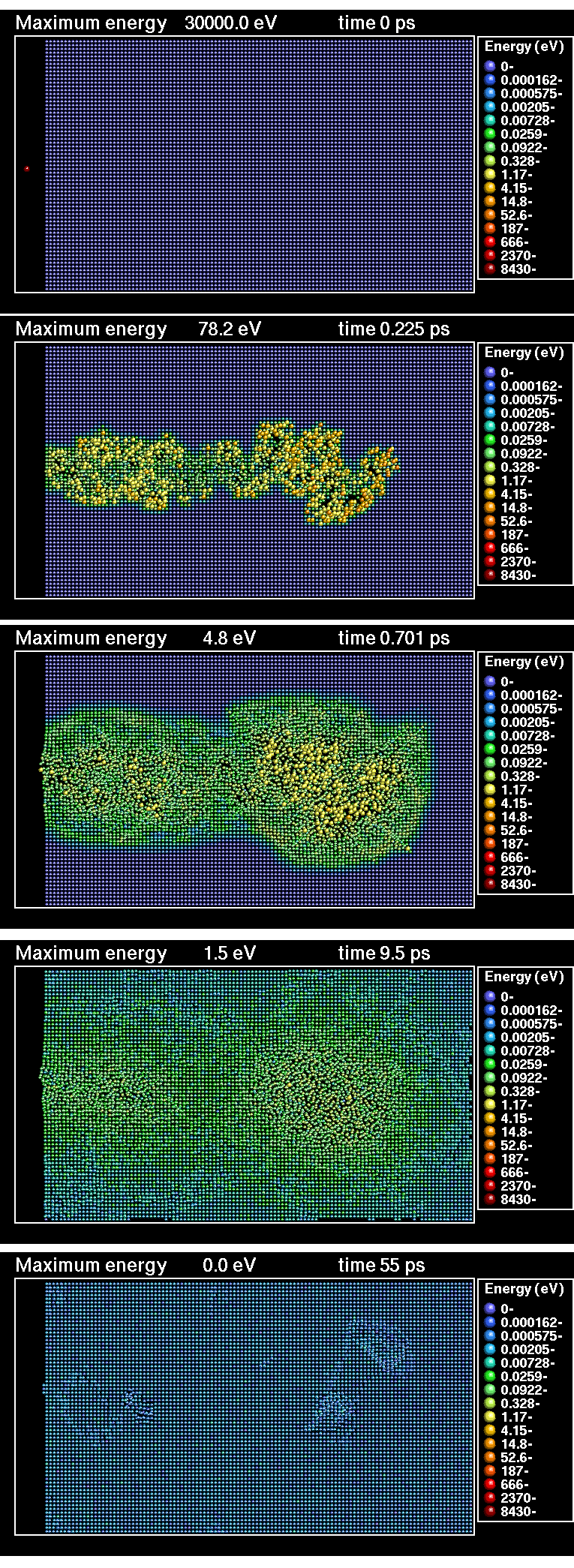
入射粒子所產生的碰撞級聯的2D演示

## 輻射損害
輻射損害過程定義為入射粒子流將能量傳遞給晶體，並將其分配於遭到撞擊的原子的過程。這個過程又可以細分為幾個子事件：
1. 一個高能量的入射粒子和一個處於晶格格位的原子發生碰撞；
2. 該原子獲得入射粒子的動能並成為一個初級撞擊原子（PKA）；
3. 初級撞擊原子離開自己所處的晶格格位，產生位移；
4. 初級撞擊原子在晶格間移動並撞擊其他原子，產生更多級的碰撞原子；
5. 一系列的連鎖反應產生了一個碰撞級聯（包括由於初級撞擊原子產生的晶格空位）；
6. 初級撞擊原子最終在晶格的某一位置停下來並形成一個間隙缺陷。

輻射損害過程最終的結果是在晶體結構中形成大量的點缺陷聚合體（包括晶格空位以及間隙缺陷）並且由這些缺陷聚合體所組成的簇。
對晶體輻射損害最主要的量化值是單位時間中在單位體積內發生的位移量{\displaystyle R}：
{\displaystyle R=N\int _{E_{min}}^{E_{max}}\int _{T_{min}}^{T_{max}}\phi (E_{i})\,\sigma (E_{i},T)\,\upsilon (T)\,dT\,dE_{i}.}
這裡：

{\displaystyle N} ：原子數密度；

{\displaystyle E_{max}} ， {\displaystyle E_{min}}：入射粒子所具有的最大和最小能量；

{\displaystyle \phi (E_{i})}：粒子流所產生的能量；

{\displaystyle T_{max}} ，{\displaystyle T_{min}} ：一個具有{\displaystyle E_{i}} 能量的入射粒子可傳遞給一個晶格原子的最大和最小能量；

{\displaystyle \sigma \left(E_{i},T\right)}： 一個具有{\displaystyle E_{i}} 能量的入射粒子進行的能夠傳遞{\displaystyle T}能量給被撞原子的碰撞的反應截面；

{\displaystyle \upsilon \left(T\right)}：每個初級撞擊原子進行的位移量。
上述公式中最核心的兩個變量為{\displaystyle \sigma \left(E_{i},T\right)}和{\displaystyle \upsilon \left(T\right)}：{\displaystyle \sigma \left(E_{i},T\right)}刻畫了入射粒子與其首先發生碰撞的原子（初級撞擊原子）之間的能量傳遞；{\displaystyle \upsilon \left(T\right)}則代表了初級撞擊原子將在晶體中進行的位移總量； 這兩者合在一起描述了一個具有{\displaystyle E_{i}}能量的入射粒子所能引起的位移總量，上述公式則包含了入射粒子流的能量分佈，其最終的結果是晶體內部所有由於該粒子流所引起的位移總量。
在輻射下的材料科學中，晶體中的原子位移損壞度（{\displaystyle \left[dpa\right]} = displacements per atom in the solid ，單位原子的位移量）相對於注量（中子注量，單位為{\displaystyle \left[MeV\right]} ）能夠更加貼切的描述輻射作用對材料性質的影響。